# Cinco pistolas de Texas
Cinco pistolas de Texas (en italiano: Cinque dollari per Ringo) es un wéstern italo-español de 1965 dirigido por Juan Xiol Marchal e Ignacio F. Iquino.

## Argumento
Jess Crane, el sheriff de Rimrock, está decidido a acabar con los gánsteres de su distrito. Durante una incursión fallida en una granja, conoce a Sara, una aventurera que se une a él. Gracias a sus pistas, puede encontrar el escondite de la pandilla en Lindsborg y encuentra pruebas que apuntan a que el alcalde Rudell es el hombre detrás de esto, pero no tiene pruebas.
Parece tener un aliado en el juez Burnett; un testigo importante es asesinado. Luego, Jess tiene que enfrentarse cara a cara con Ringo Brown, un temido pistolero. Mientras tanto, Rudell ha sido asesinado por Burnett, quien es el verdadero cerebro. También resulta que él es el responsable de la muerte del padre de Jess. Con la ayuda de Miriam, que lo ama, Jess puede acabar con el juez.

## Reparto
- Julio Pérez Tabernero: Sheriff Jess Crane (como Anthony P. Taber).
- Alberto Farnese: Aldo Rudell (como Albert Farley).
- Manuel Gila: Simón, el sepulturero.
- Vicky Lagos: Sara.
- Maria Pia Conte: Miriam Gray.
- Indio Gonzalez: Luke Gorman.
- Javier Conde: Bobby Kidd.
- Fernando Rubio: Coleman.
- Ángel Lombarte: Deputy Charley Scott.
- César Ojinaga: Alex Harris.